# Petit-Tenquin
Pour l’article homonyme, voir Grostenquin.
Petit-Tenquin est une commune française située dans le département de la Moselle et le bassin de vie de la Moselle-Est, en région Grand Est.

## Géographie

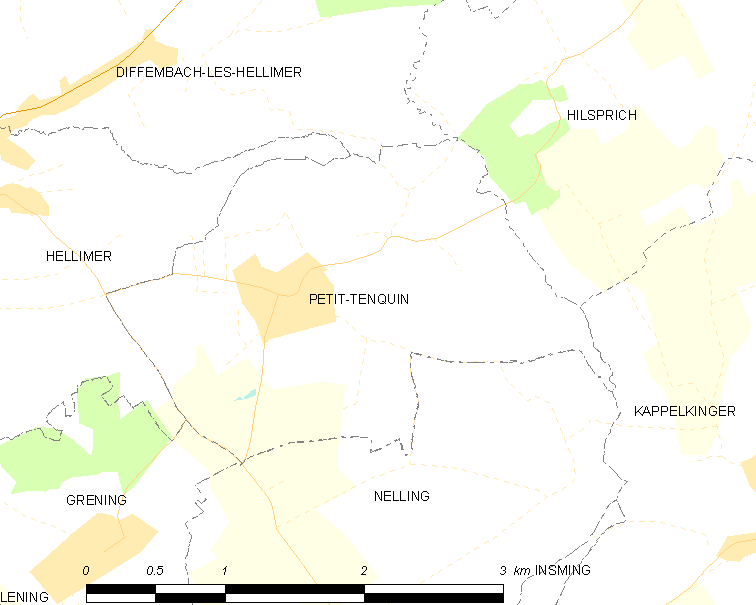
Carte de la commune.

### Communes limitrophes
|          | Diffembach-lès-Hellimer | Hilsprich    |
| Hellimer | Petit-Tenquin           | Kappelkinger |
| Grening  | Nelling                 |              |

### Écarts et lieux-dits
Zellen ;

### Hydrographie
La commune est située dans le bassin versant du Rhin au sein du bassin Rhin-Meuse. Elle est drainée par le ruisseau le Buschbach et le ruisseau de Zellen.
Le Buschbach, d'une longueur totale de 15,3 km, prend sa source dans la commune de Altrippe et se jette  dans l'Albe en limite de Kappelkinger et de Nelling, après avoir traversé huit communes.

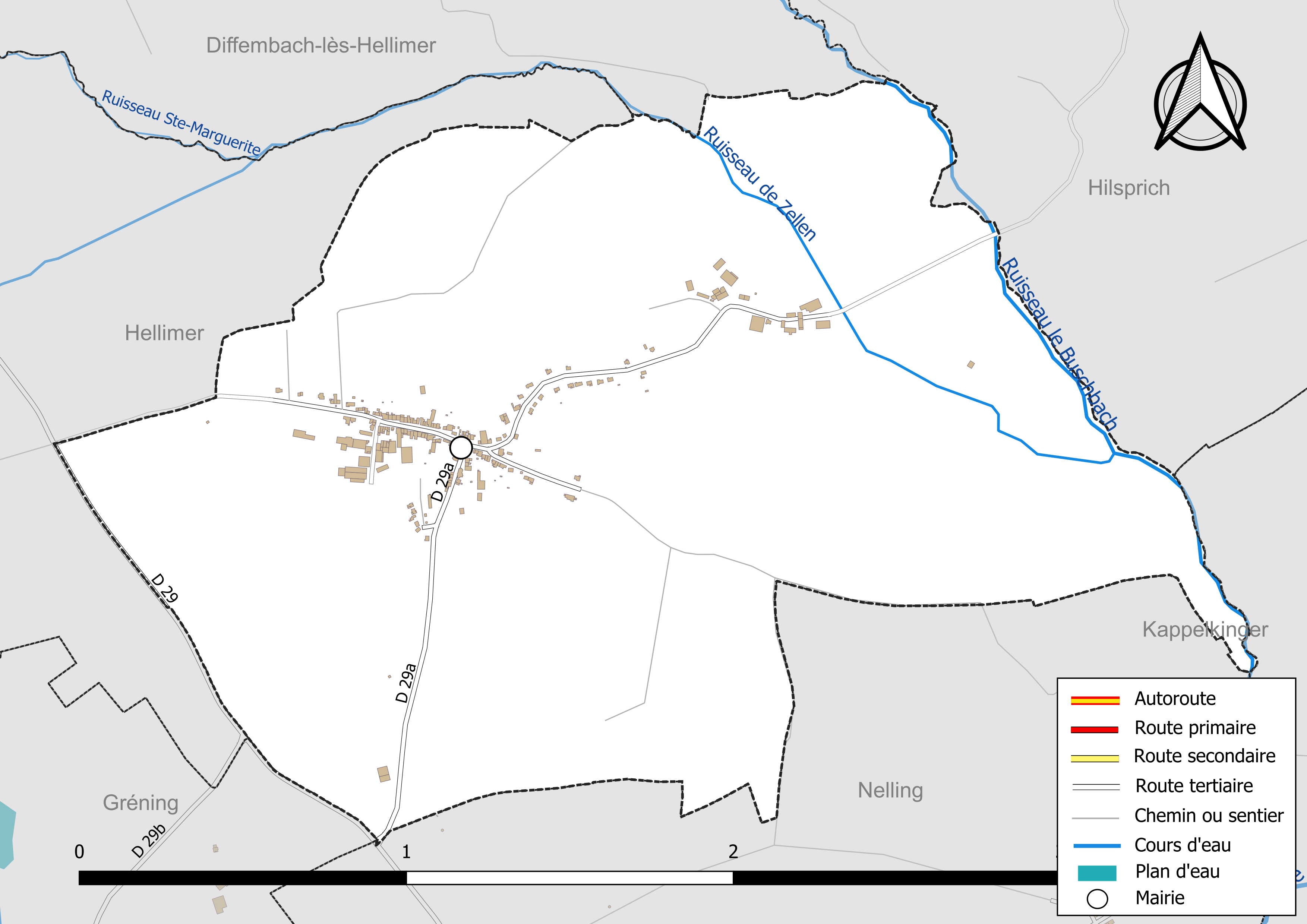
Réseaux hydrographique et routier de Petit-Tenquin.

La qualité des eaux des principaux cours d’eau de la commune, notamment du ruisseau le Buschbach, peut être consultée sur un site spécial géré par les agences de l’eau et l’Agence française pour la biodiversité.

### Climat
Pour des articles plus généraux, voir Climat du Grand Est et Climat de la Moselle.
En 2010, le climat de la commune est de type climat des marges montargnardes, selon une étude du Centre national de la recherche scientifique s'appuyant sur une série de données couvrant la période 1971-2000. En 2020, Météo-France publie une typologie des climats de la France métropolitaine dans laquelle la commune est exposée à un climat semi-continental et est dans une zone de transition entre les régions climatiques « Lorraine, plateau de Langres, Morvan » et « Vosges ». 
Pour la période 1971-2000, la température annuelle moyenne est de 10 °C, avec une amplitude thermique annuelle de 16,8 °C. Le cumul annuel moyen de précipitations est de 829 mm, avec 12,3 jours de précipitations en janvier et 9,1 jours en juillet. Pour la période 1991-2020, la température moyenne annuelle observée sur la station météorologique de Météo-France la plus proche, « Kappelkinger_sapc », sur la commune de Kappelkinger à 4 km à vol d'oiseau, est de 10,6 °C et le cumul annuel moyen de précipitations est de 772,6 mm. 
La température maximale relevée sur cette station est de 38,8 °C, atteinte le 25 juillet 2019 ; la température minimale est de −19,6 °C, atteinte le 26 décembre 2010,,. 
Les paramètres climatiques de la commune ont été estimés pour le milieu du siècle (2041-2070) selon différents scénarios d'émission de gaz à effet de serre à partir des nouvelles projections climatiques de référence DRIAS-2020. Ils sont consultables sur un site spécial publié par Météo-France en novembre 2022.

## Urbanisme

### Typologie
Au 1er janvier 2024, Petit-Tenquin est catégorisée commune rurale à habitat dispersé, selon la nouvelle grille communale de densité à sept niveaux définie par l'Insee en 2022.
Elle est située hors unité urbaine et hors attraction des villes,.

### Occupation des sols
L'occupation des sols de la commune, telle qu'elle ressort de la base de données européenne d’occupation biophysique des sols Corine Land Cover (CLC), est marquée par l'importance des territoires agricoles (92,7 % en 2018), une proportion sensiblement équivalente à celle de 1990 (93,3 %). La répartition détaillée en 2018 est la suivante : 
zones agricoles hétérogènes (61,4 %), prairies (18,1 %), terres arables (13,2 %), zones urbanisées (7,1 %), forêts (0,1 %). L'évolution de l’occupation des sols de la commune et de ses infrastructures peut être observée sur les différentes représentations cartographiques du territoire : la carte de Cassini (XVIIIe siècle), la carte d'état-major (1820-1866) et les cartes ou photos aériennes de l'IGN pour la période actuelle (1950 à aujourd'hui).

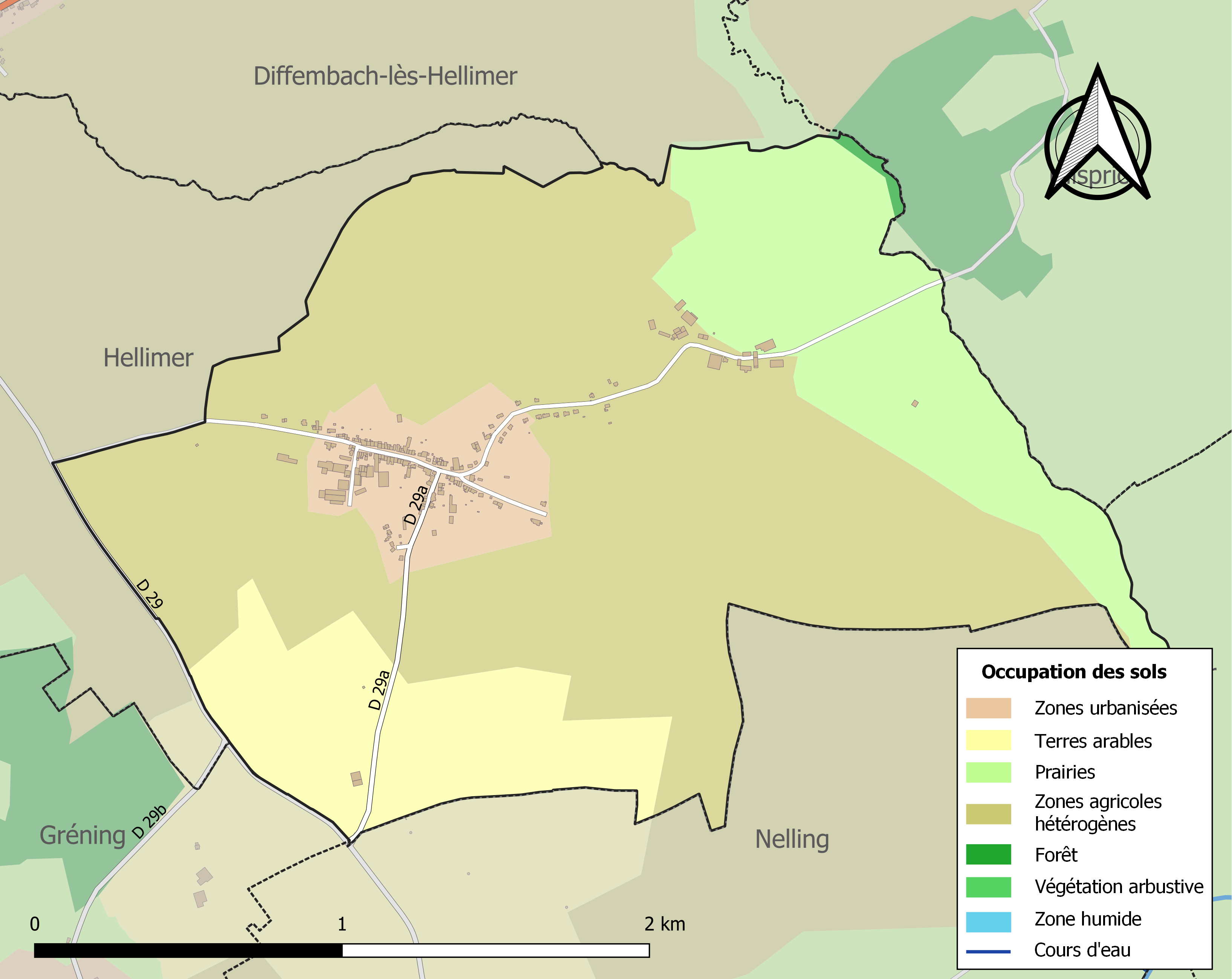
Carte des infrastructures et de l'occupation des sols de la commune en 2018 (CLC).

## Toponymie
- Tanneyum et Tenchin (1544), Tenken (1566), Petit-Tenchen (1581)[14], Tenschem-la-petite[14] et Teutschen-la-Petite (1594), Petit-Tenchen (1595), Petit Tenecken (1644), La Petite Tenequin (1751), Tengen le Petit (1756), Tennequin-la-Petite et Klein-Tennequin (1779)[15], Petit Tenquin (1793), Tenquin-Petit (1801)[16], Kleintänchen (1871-1918).
- Klein-Taenchen en allemand[15]. Klä-Tenschen et Klän Tensche en francique lorrain[17].

### Zellen
Cella (1125 et 1544), Zell (1594), Selle (1635), Zelle (1681), Zell (1751), Celle et Zel (1756).

## Histoire
- Dépendait de l'ancienne province de Lorraine, dans la prévôté de Dieuze.
- Village détruit au cours de la guerre de Trente Ans, repeuplé par des Belges.

## Politique et administration
| Période                                  | Période   | Identité       | Étiquette | Qualité |
| ---------------------------------------- | --------- | -------------- | --------- | ------- |
| Les données manquantes sont à compléter. |           |                |           |         |
| mars 1977                                | mars 2001 | Joseph Boyon   |           |         |
| mars 2001                                | En cours  | Vincent Muller |           |         |

## Démographie
L'évolution du nombre d'habitants est connue à travers les recensements de la population effectués dans la commune depuis 1793. Pour les communes de moins de 10 000 habitants, une enquête de recensement portant sur toute la population est réalisée tous les cinq ans, les populations de référence des années intermédiaires étant quant à elles estimées par interpolation ou extrapolation. Pour la commune, le premier recensement exhaustif entrant dans le cadre du nouveau dispositif a été réalisé en 2006.

En 2022, la commune comptait 216 habitants, en évolution de −6,9 % par rapport à 2016 (Moselle : +0,52 %, France hors Mayotte : +2,11 %).
| 1793 | 1800 | 1806 | 1821 | 1836 | 1841 | 1861 | 1866 | 1871 |
| ---- | ---- | ---- | ---- | ---- | ---- | ---- | ---- | ---- |
| 222  | 313  | 335  | 606  | 607  | 359  | 344  | 362  | 319  |

| 1875 | 1880 | 1885 | 1890 | 1895 | 1900 | 1905 | 1910 | 1921 |
| ---- | ---- | ---- | ---- | ---- | ---- | ---- | ---- | ---- |
| 317  | 331  | 330  | 304  | 290  | 272  | 274  | 292  | 258  |

| 1926 | 1931 | 1936 | 1946 | 1954 | 1962 | 1968 | 1975 | 1982 |
| ---- | ---- | ---- | ---- | ---- | ---- | ---- | ---- | ---- |
| 242  | 227  | 211  | 196  | 239  | 234  | 228  | 221  | 208  |

| 1990 | 1999 | 2006 | 2011 | 2016 | 2021 | 2022 | - | - |
| ---- | ---- | ---- | ---- | ---- | ---- | ---- | - | - |
| 212  | 198  | 218  | 232  | 232  | 218  | 216  | - | - |

## Culture locale et patrimoine

### Lieux et monuments

#### Édifices civils
- Passage d'une voie romaine.
- Église Notre-Dame de la Visitation 1869.
- Ancien prieuré de Saint-Denis-de-Paris, transformé en ferme de (Zelle)

### Personnalités liées à la commune
- Décès du peintre, verrier Ernest Risse, lauréat de la Casa de Velãsquez en 1953.
- Naissance en 1880 de Pierre Bour, prêtre, qui partit en 1907 dans l'Ouest canadien.

### Héraldique
| Blason de Petit-Tenquin | Blason  | Parti de gueules à trois glands d'argent et d'azur semé de fleurs de lys d'or |
| Blason de Petit-Tenquin | Détails | Le statut officiel du blason reste à déterminer.                              |

## Pour approfondir